# Дальзаводское
Дальзаводско́е — село в Хорольском районе Приморского края России. Входит в состав муниципального образования Ярославского городского поселения.

## История
Село возникло после создания совхоза «Дальзавод» в 1930 году, принадлежащего ведомству «Дальвоенстрой». Почти все жители были военными и ушли на фронт во время Великой Отечественной войны. В 1985 году в центре села воздвигнут памятник павшим на полях сражений.

## Население
| 2002 | 2008 | 2010 |
| ---- | ---- | ---- |
| 317  | ↘273 | ↘234 |

## Экономика
Село является отделением СХПК «Ярославский», в селе насчитывается 7 фермерских хозяйств, занимающихся разведением крупного рогатого скота и выращиванием зерновых и овощей.

## Инфраструктура
В селе действует фельдшерско-акушерский пункт, почтовое отделение, магазин.

## Улицы
| - Блюхера ул. - Верхняя ул. - Зелёный пер. - Ильича ул. | - Лазо ул. - Лесная ул. - Луговая ул. - Новая ул. | - Павлика Морозова ул. - Парковый пер. - Рабочая ул. - Садовая ул. |